# Нульві
Нульві (італ. Nulvi, сард. Nuivi) — муніципалітет в Італії, у регіоні Сардинія,  провінція Сассарі.
Нульві розташоване на відстані близько 340 км на захід від Рима, 180 км на північ від Кальярі, 18 км на схід від Сассарі.
Населення — 2789 осіб (2014).
Щорічний фестиваль відбувається 15 серпня. Покровитель — Maria SS. Assunta.

## Демографія
Населення за роками:

Станом на 1 січня 2023 року в муніципалітеті офіційно проживало 27 іноземців з 15 країн, серед них 9 громадян країн Євросоюзу та 1 громадянин України.

## Сусідні муніципалітети
- К'ярамонті
- Лаерру
- Мартіс
- Озіло
- Плоаге
- Седіні
- Тергу